# بریتومارتیس

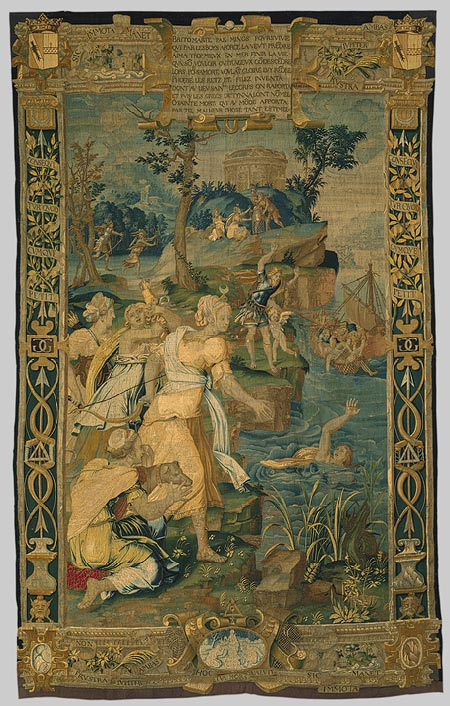
نمایی از غرق شدن بریتومارتیس که احتمال دارد طراحی ژان کازین بزرگ باشد. نوع کار ملیله‌کاری است.

بریتومارتیس (به یونانی: ‎/brɪtoʊˈmɑːrtɪs/‎; به یونانی باستان: Βριτόμαρτις) الهه یونانی کوه‌ها، تورها و شکار بود که بیشتر در جزیره کرت پرستش می‌شد. او گاهی به عنوان یک نیمف توصیف می‌شد، اما بیشتر یکی یا هماهنگ با الهه‌های آرتمیس، آتنا و آفائیا در نظر گرفته می‌شد. او همچنین با نام‌های دیکتینا، دیکته، دیکتیمنا یا به عنوان دختر دیکتینا (Δίκτυννα) شناخته می‌شود.
در قرن شانزدهم، ادموند اسپنسر در حماسه شوالیه‌ای خود به نام «ملکه پریان»، شخصیتی را که با دلاوری در رزم شناخته می‌شد، «بریتومارت» نامید. این امر بعدها منجر به ظهور چهره‌های «بریتومارت» در هنر و ادبیات بریتانیا شد.

## ریشه‌شناسی
به گفته سولینوس، نام «بریتومارتیس» از گویش ساکنان جزیره کرت گرفته شده است. او همچنین می‌گوید که نام او به معنی virgo dulcis یا «باکره شیرین» است. این احتمال وجود دارد که نام او به معنای دوشیزه «شیرین» یا «برکت» (βριτύς) نیز باشد، چرا که هسیخیوس اسکندریه، واژه کرتی βριτύ (britý) را با واژه یونانی γλυκύ به معنای «شیرین» برابر دانسته است. دیگر پژوهشگران استدلال کرده‌اند که بریتومارتیس لقبی است که نام یا شخصیت الهه را آشکار نمی‌کند، در عوض استدلال می‌کنند که ممکن است یک نام غیرمذهبی باشد.

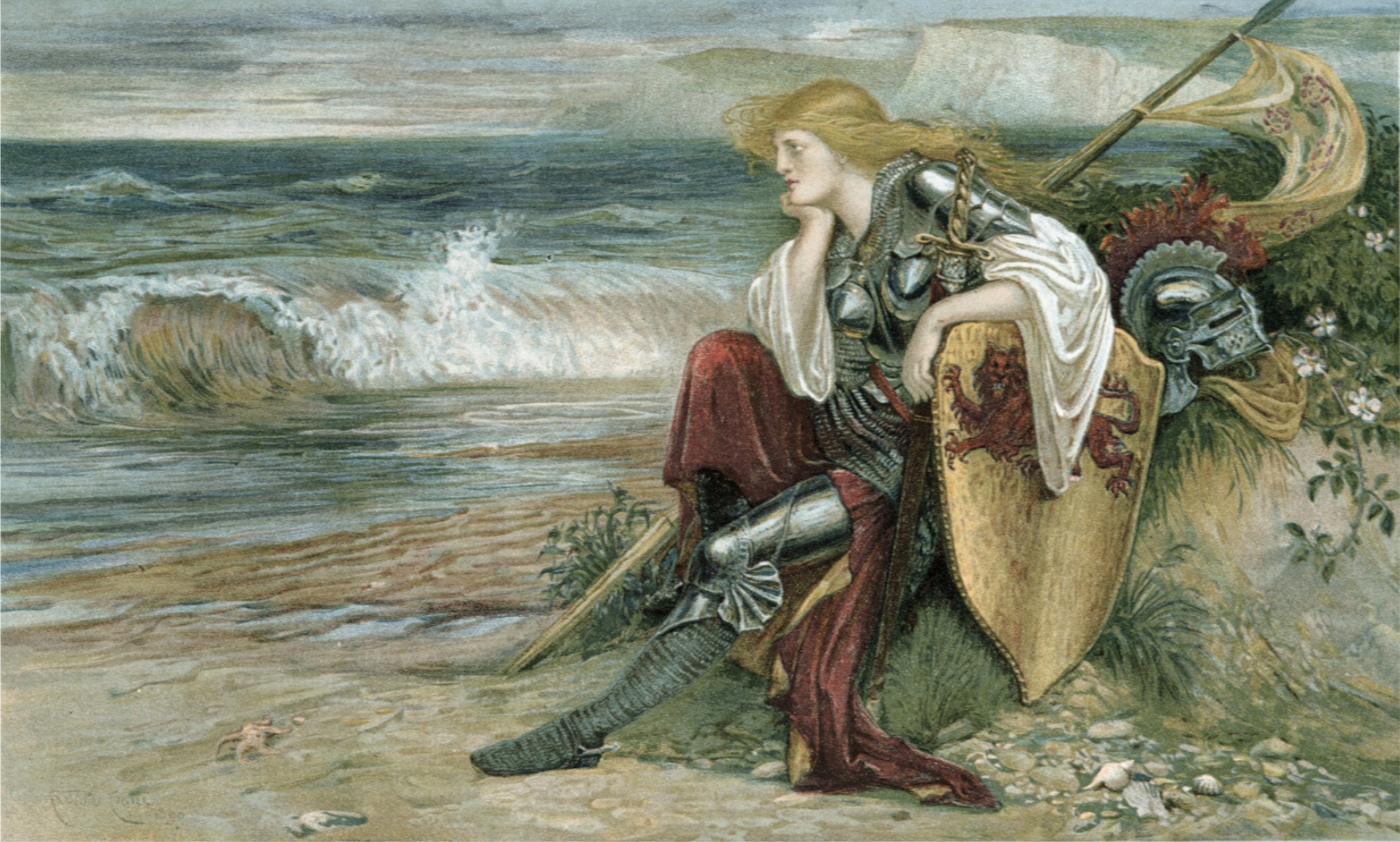
والتر کرین - بریتومارت (۱۹۰۰)